# Valoración de opciones
En finanzas, un precio (prima) es pagado o recibido por la compra o venta de  opciones. Este precio se puede dividir en dos componentes.
Estos son:
- Valor intrínseco
- Valor temporal

## Valor intrínseco
El valor intrínseco es la diferencia entre el precio subyacente y el precio de strike, referido al grado en que esto favorece al propietario de la opción.

## Valor temporal
La prima de la opción siempre es mayor que el valor intrínseco. Este dinero extra es para cubrir el riesgo que compromete la opción escritor/vendedor. A esto se le llama Valor temporal.

## Modelos de valoración
Entre los modelos más comunes se encuentran:
- Black–Scholes y el Modelo de Black
- Modelo del binomio
- Modelo de opciones de Monte Carlo
- Métodos de diferencias finitas para la valoración de opciones

Otros enfoques incluyen:
- Modelo de Heston
- Marco Heath–Jarrow–Morton
- Modelo de la varianza gamma (véase Proceso de varianza gamma)